# Житняк пухнастоквітковий
Житняк пухнастоквітковий, житняк пухнастоцвітий (Agropyron dasyanthum) — багаторічний злак родини Poaceae.

## Морфологія і біологія
Багаторічний злак. Утворює довгі повзучі кореневища. Стебла 40–75 см висоти. Листя сизо-зелені, здебільшого згорнуті, до 4 мм ширини, знизу голі, зверху коротко-запушені; піхви голі, зрідка у нижніх листків білоповстисті. Колосся (6)8–17 см довжини, (7)10–20 мм ширини. Колоски 7–12 мм довжини, 5–7(10)-квіткові, широко розставлені в нижній частині колос; колоскові луски ланцетно-шилоподібні, остювато загострені, по кілю голі або волосисті; нижня квіткова луска без ості, 5–8 мм довжини, переважно густоволосиста; верхня квіткова луска дорівнює нижній, на кілях гола або рідковійчаста. Пиляки 5 мм довжини. Цвіте в травні-червні. Анемофіл. 2n=28.

## Екологія
Піонер заростаючих пісків. Росте на рухливих, слабозаросших пісках, по вершинах і схилах кучугур. На піщаних пагорбах серед молодих посадок сосни зростає спільно з Carex colchica, Festuca beckeri, Koeleria sabuletorum.

## Поширення
Ендемік. По пісках лівого берега Дніпра від Кременчука до Дніпровського лиману. Відомі також ізольовані місця на пісках Південного Бугу нижче Миколаєва і в районі Мелітополя.

## Використання та господарське значення
Використовують як кормову рослину. Становить інтерес для використання в селекційних програмах житняку гребінчастого.